# ベンゾフラン
ベンゾフラン (Benzofuran) は、ベンゼン環とフラン環が一辺を共有して縮合した複素環式化合物のこと。異性体として 1-ベンゾフラン と 2-ベンゾフラン（別名: イソベンゾフラン）があるが、多くの複雑な化学種の構造の母核として現れるのは 1-ベンゾフランである。例えばプソラレン (Psoralen) はいくつかの植物で産生される 1-ベンゾフラン誘導体である。1-ベンゾフランは別名として クマロン (coumarone) 、2,3-ベンゾフラン とも呼ばれる。

## 合成
サリチルアルデヒドのヒドロキシ基をクロロ酢酸でアルキル化し、得られるエーテルを塩基により環化、脱炭酸・脱水させると 1-ベンゾフランが得られる。